# Sant Marcel de Bor
Sant Marcel de Bor és l'església parroquial del poble de Bor, al municipi de Bellver de Cerdanya, protegida com a bé cultural d'interès local.

## Descripció
Construcció feta amb pedra i maçoneria i coberta a dues aigües amb llosa. D'una sola nau amb volta de canó rebaixada i creuer amb volta de canó. A l'absis s'observa una obertura central.
Pintures al fresc en el presbiteri realitzades pel pintor Manuel Capdevila.
La portada, situada als peus de l'església, és d'arc de mig punt dovellat, de pedra, i la clau està ornamentada amb la Creu de Malta. Presenta ferros i forrellat de zig-zag.

## Notícies històriques
El lloc de Bor figura a l'acta de Consagració de la Seu d'Urgell, en el 839.